# Neustadt (Flensburg)
Als Neustadt (dänisch: Nystaden) bezeichnet man den Teil der Stadt Flensburg, der ab 1796 als erster außerhalb der damals noch befestigten Altstadt ausgebaut wurde. Die Neustadt erstreckt sich hauptsächlich entlang der auch die Altstadt durchziehenden Hauptstraße in Nord-Süd-Richtung, welche im Bereich der Neustadt, ebenfalls den Namen Neustadt (Nystaden) trägt. Die Neustadt liegt auf der Nordseite des Nordertors.
Heutzutage wird teilweise, insbesondere von der Flensburger Administration, auch das Gebiet Duburg zur Neustadt gerechnet.

## Geschichte
Im 18. Jahrhundert befanden sich im Bereich der späteren Neustadt fast nur Wirtschaftsgebäude, da es der Magistrat untersagt hatte, auf dem Stadtfeld Wohnhäuser zu errichten. Lediglich die Müllerhäuser der beiden Windmühlen, der Tal- oder Siigmühle sowie der noch heute erhaltenen Bergmühle (sie liegt am Rande der Neustadt und gehört schon zum Stadtteil Nordstadt), dienten auch Wohnzwecken, da die Mühlen jederzeit bedient werden mussten. Auch Teile der Armenhäuser für den nördlichen Stadtteil lagen vor dem Nordertor. Erst ab 1796 durften auch Wohnhäuser auf dem Stadtfeld errichtet werden.
Die Neustadt entwickelte sich fortan sehr rasch, nicht zuletzt wegen ihrer sehr verkehrsgünstigen Lage, denn der gesamte Flensburger Verkehr von und nach Norden musste die Hauptstraße passieren. Diese trägt zwischen dem Nordertor und der Aufteilung in Bau’er Landstraße (Bov Landevej) und Apenrader Straße (Åbenrågade) noch heute den Namen Neustadt ohne weitere Zusätze. Im südlichen Bereich entstanden beiderseits der Straße Wohn- und Geschäftshäuser, wobei auch vorhandene ältere Bausubstanz zu teilweise repräsentativen Wohn- und Kontorhäusern ausgebaut wurde (ein schönes Beispiel ist das Haus Neustadt 15). Nördlich hiervon bis zur Abzweigung der Harrisleer Straße (Harreslevgade) bestanden teilweise schon vorher Produktionsanlagen (darunter Ziegeleien), die zudem von der Nähe zum Hafen profitierten. Im nördlichen Teil der Neustadt entstand wiederum eine geschlossene Wohnbebauung, der sich jedoch in zweiter Reihe teils bedeutende Fabrikationsanlagen anschlossen.
Im Zuge der fortschreitenden Industrialisierung, die Flensburg seit den 1830er Jahren erreichte, entwickelte sich die Neustadt neben den neuen Ausbauten des Johannisviertels zum bedeutendsten Industriestandort der nun immer schneller wachsenden Fördestadt. Am bekanntesten wurden Christiansens Brennereien und Hefefabrik (teilweise noch in Betrieb), die Eisengießerei Dittmann und Jensen (später Nordische Ofenfabrik – einige Gebäude noch vorhanden, darunter die Fabrikantenvilla Neustadt 42) und später die Walzenmühle.
Nach dem Anschluss des Herzogtums Schleswig an das neue Deutsche Reich (1864/1867/71) stagnierte die Entwicklung der Stadt kurzzeitig, bevor sie dann in ihre bis heute größte Wachstumsphase eintreten sollte. An der Wasserseite der Neustadt entstand mit der Flensburger Schiffbau-Gesellschaft ab 1872 eine Großwerft. Die Hauptstraße Neustadt entwickelte sich zu einer wichtigen Einkaufsstraße für den wachsenden nördlichen Stadtteil. Ab 1881 fuhr die Pferdebahn, ab 1907 die elektrische Straßenbahn durch die Neustadt. In den westlichen und nördlichen Nebenstraßen entstanden ausgedehnte Arbeiterwohnviertel.
1908/1909 wurde die St. Petri-Kirche am Rande der Nordstadt errichtet. Seitdem dient sie beiden Stadtteilen als Kirche. Während des Zweiten Weltkrieges wurde der Stadtteil während der Luftangriffe auf Flensburg mehrfach getroffen.
Bis in die 1960er Jahre änderte sich das Gefüge der Neustadt nur wenig. Dann verschwand jedoch ein Teil der Industriebetriebe. Seit den 1990er Jahren ist auch das Geschäftsleben im Stadtteil deutlich ausgedünnt worden, dafür prägen nicht weniger als vier Supermärkte im Bereich der früheren Industriebetriebe nun das Bild der Neustadt, die heute zudem einer der größten sozialen Brennpunkte der Stadt ist. Seit ungefähr 2013 wird geplant zwischen der Bausubstanz die größtenteils aus Altbauten besteht, zahlreiche Neubauten zu platzieren. Unter anderem erhofft man sich durch die Neubebauung eine Aufwertung der Gegend. Heutzutage wird zudem darüber nachgedacht die Lage der Neustadt am Flensburger Hafen zum Teil besser zu gestalten.

## Sehenswürdigkeiten
In der Liste der Kulturdenkmale in Flensburg-Neustadt stehen die in der Denkmalliste des Landes Schleswig-Holstein eingetragenen Kulturdenkmale. Neben den folgenden Sehenswürdigkeiten, die sich im Stadtbezirk Neustadt befinden, sind zudem die Sehenswürdigkeiten von Duburg zu beachten. Nahe der Neustadt steht außerdem noch die St. Petri-Kirche, ein Kulturdenkmal der Nordstadt.

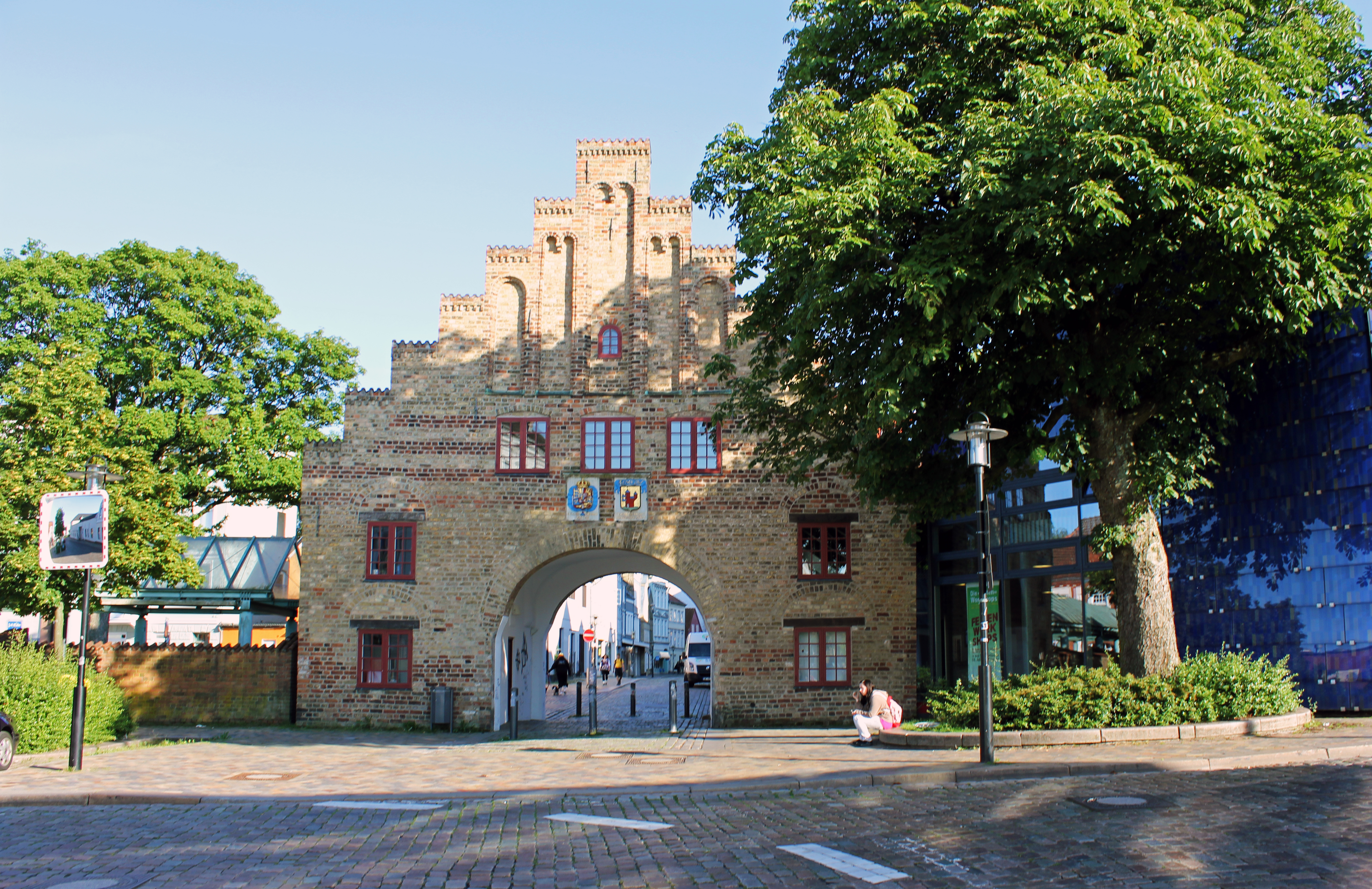
Das Nordertor von der Nordseite im Sommer 2011

### Nordertor
Das Nordertor ist ein altes Stadttor der Flensburger Stadtbefestigung und dient als Wahrzeichen der Stadt Flensburg. Es gilt zwar als Kulturdenkmal der Flensburger Altstadt (Flensburger Innenstadt), markiert aber genau die Grenze zur Neustadt, liegt also an dessen Rande und hat mit seiner Langen Sichtachte, von der Straße Neustadt, eine besondere Bedeutung für den Stadtteil. So wird es mit weiteren Bauwerken zusammen beispielsweise vom Stadtteilforum Flensburger Norden als Symbol für die Neustadt verwendet. Dementsprechend nennt sich der Seniorentreff des ADS-Grenzfriedensbundes in der Neustadt auch Seniorentreff Nordertor. Die Nordseite des Tores schmückt die Wappen-Tafel mit der bekannten Inschrift Friede ernährt, Unfriede verzehrt.

### Obelisk zur Schlacht von Bau
Der Obelisk zum Gedenken an die Gefallenen von der Schlacht von Bau steht heutzutage auf dem Dreiecksplatz, unterhalb der Harrisleer Straße, da dort einer der Brennpunkte der Kämpfe war. Früher stand der Obelisk direkt auf der Kreuzung am Ende der Neustadt und markierte damit das Ende der Sichtachse zum Nordertor. Der Obelisk wird auch teilweise Turnerdenkmal genannt, wodurch aber eine Verwechslung zum kleineren Turnerdenkmal bei der Bergmühle besteht.

### Alte Werft
Die Alte Werft liegt an der Werftstraße, am Flensburger Hafen, gegenüber der Walzenmühle. Sie diente der am 3. Juli 1872 gegründeten Flensburger Schiffbau-Gesellschaft in den Anfangsjahren als Werft. Zum Ende des Jahrhunderts wurde das Gelände jedoch schon zu klein und so wurde 1901 etwas nördlicher die „Neue Werft“ in Betrieb genommen. In dem denkmalgeschützten Hauptgebäude Werftstraße 24 befindet sich heute die Zentrale des Flensburger Fahrzeugbaus. Einige der heutigen sowie auch der ehemaligen Anlagen der Flensburger Schiffbau-Gesellschaft, sind Teil des größten Industriedenkmals der Stadt. Die ältesten Bestandteile dieses Industriedenkmals liegen im besagten Bereich der Alten Werft die an der Wasseite der Neustadt liegt.

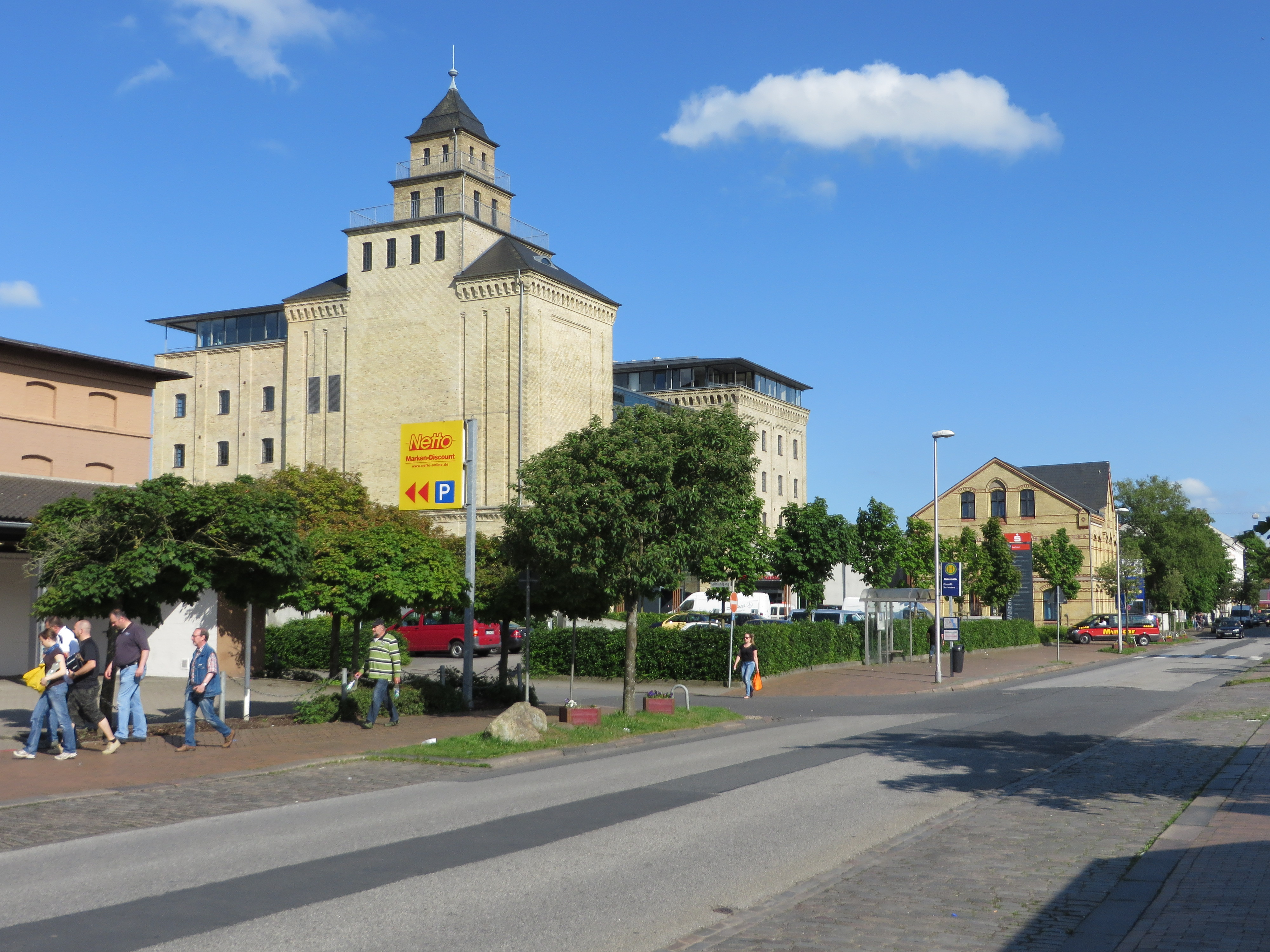
Die alles überragende Walzenmühle inmitten der Neustadt 2014

### Walzenmühle Flensburg
Die Walzenmühle Flensburg ist eine ehemalige Industriemühle mit herausragenden Siloturm, in der Korn gemahlen wurde. Der Gebäudekomplex entstand schrittweise ab 1889. Heute befinden sich in der Walzenmühle verschiedene Büros, darunter das Callcenter der Perry & Knorr GmbH, sowie eine Filiale der Nord-Ostsee Sparkasse und ein Weinhändler. Da es im Gegensatz zum Nordertor inmitten der Neustadt steht und diese stark überragt, wird das Gebäude teilweise auch als Wahrzeichen der Neustadt betrachtet.